# شوله (کوهرنگ)
شوله روستایی است در شهرستان کوهرنگ، بخش بازفت، استان چهارمحال و بختیاری است.